# Battista Dossi
Battista Dossi ou Battista de Luteri né vers 1490 à Tramuschio, une frazione de la commune de Mirandola (duché de la Mirandole) et mort en 1548 à Ferrare (duché de Ferrare) est un peintre italien du XVIe siècle, de l'école de Ferrare, le frère cadet de Dosso Dossi.

## Biographie
Battista Dossi passa sa carrière entière au service de la cour de Ferrare, où il travailla avec son frère aîné, Dosso Dossi.
Il a probablement travaillé à Rome dans l'atelier de Raphaël de 1517 à 1520.
Camillo Filippi (env. 1500-1574) fut de ses élèves.

## Œuvres
- Saint Michel Archange combattant le démon et l'Assomption, avec Dosso Dossi, (env. 1533-1534), Galerie nationale de Parme
- Vénus et Cupidon (env. 1540), Philadelphia Museum of Art